# هانس فریچه
هانس فریچه (به آلمانی: Hans Fritzsche) (زاده ۲۱ آوریل ۱۹۰۰ _ مرگ ۲۷ سپتامبر ۱۹۵۳)یک سیاستمدار آلمانی و دستیار یوزف گوبلز در دوره رایش سوم بود.وی در ۲ می ۱۹۴۵ در برلین به وسیلهٔ نیروهای ارتش شوروی دستگیر شد و در دادگاه نورنبرگ تبرئه شد.

## فعالیت‌ها
وی در بوخوم در منطقه رور به دنیا آمد. در جنگ جهانی اول در ارتش آلمان خدمت کرد. پس از جنگ به روزنامه‌نگاری و کار در رادیو دولتی پرداخت. در ۱ می ۱۹۳۳ به حزب نازی پیوست.
وی زیر نظر یوزف گوبلز رئیس بخش رادیو بود. در سال ۱۹۳۸ به عنوان معاون آلفرد اینگمار برنت در بخش مطبوعاتی آلمان مشغول به کار شد. در می ۱۹۴۲ به کار در رادیو بازگشت و نماینده عالی سازمان سیاسی رادیو آلمان بزرگ و رئیس بخش رادیویی وزارت تبلیغات شد.
وی در آوریل ۱۹۴۵ و در روزهای آخر زندگی رهبر آلمان نازی در پناهگاه هیتلر حاضر بود. پس از خودکشی هیتلر، گوبلز تلاش کرد تا نامه‌ای را به دست واسیلی چویکف، فرمانده نیروهای روس در مرکز برلین برساند. در این نامه از روس‌ها تقاضای یک آتش‌بس موقتی شده بود. گوبلز این نامه را به هانس کربس داد تا آن را به دست چویکف برساند. این تلاش ناموفق ماند و گوبلز دست به تلاش دیگری نزد. در عوض ژنرال‌های ارتش را در یک اتاق جمع کرد و به آنان یادآوری کرد که هیتلر دستور هرگونه تسلیم را ممنوع کرده‌است. فریچه اتاق را ترک کرد و تلاش کرد که به دست خودش کاری انجام بدهد. او به دفترش بازگشت و یک نامه تسلیم را برای گئورگی ژوکوف نوشت. ویلهلم بورگدورف مست و عصبانی فریچه را تا دفترش دنبال کرد و از فریچه پرسید آیا او قصد دارد برلین را تسلیم کند؟ فریچه پاسخ داد که قصد این کار را دارد؛ بورگدورف فریاد زد که هیتلر تسلیم‌شدن را ممنوع کرده‌است و او به عنوان یک شهروند حق انجام چنین کاری را ندارد. سپس تفنگ خود را درآورد و تلاش کرد فریچه را بکشد اما یک تکنسین رادیو دست او را کنار زد و گلوله به سقف برخورد کرد؛ چند تن از نظامیان بورگدورف را به زور از اتاق خارج کردند و او به پناهگاه بازگشت. پس از آن فریچه دفتر خود را ترک کرد و به سمت خطوط نیروهای شوروی رفت تا پیشنهاد تسلیم شهر را به آنان بدهد.

### دادگاه نورنبرگ
فریچه توسط سربازان ارتش سرخ شوروی دستگیر شد. او را به مسکو منتقل کردند و در زندان لوبیانکا از وی بازجویی به عمل آمد. به گفته خود وی به محض ورود به آن‌جا سه دندان طلای او را از دهانش بیرون کشیدند و او را در سلولی به مساحت سه فوت مربع که خوابیدن در آن غیرممکن بود حبس کردند.
وی در زمان برگزاری دادگاه نورنبرگ به شهر نورنبرگ منتقل شد و در آن‌جا به توطئه برای ارتکاب جرایم علیه صلح، جنایت جنگی و جنایت علیه بشریت متهم شد. روزنامه‌نگار و نویسنده آمریکایی ویلیام شایرر دربارهٔ او می‌گوید: «هیچکس در دادگاه، از جمله خود فریچه، نمی‌دانست که به چه دلیل او آن‌جاست؛ او کاملاً سرخ شده بود گرچه مانند شبح گوبلز بود...» وی در کنار هیالمار شاخت و فرانتس فون پاپن تنها افرادی بودند که در پایان تبرئه شدند.
وی دوباره در آلمان غربی و در یک دادگاه محاکمه و به ۹ سال حبس محکوم شد اما در سپتامبر ۱۹۵۰ از زندان آزاد شد و در ۲۷ سپتامبر ۱۹۵۳ بر اثر بیماری سرطان درگذشت؛ همسر وی نیز در همان سال درگذشت.